# 外川貴博
外川 貴博（とがわ たかひろ、1974年2月4日 - ）は、日本の俳優。山梨県出身。身長183cm。有限会社ロットスタッフ。

## 出演

### テレビドラマ
フジテレビ ※主な放送制作系列局
- 今週、妻が浮気します 第9話（2007年3月13日）
- 土曜ドラマ　赤い糸 第10話、最終話（2009年2月21日、28日） - 刑事 役
- 木曜ナイトドラマ リセット 第9話（2009年3月12日）
- 木曜劇場
  - BOSS 1stシーズン CASE10（2009年6月18日）
  - フジテレビ開局50周年記念ドラマ 不毛地帯 第五話（2009年11月12日） - 近畿商事ロンドン支店社員 役
- 東京DOGS 第6話（2009年11月23日） - 室井組幹部 役
- ドラマチック・サンデー パーフェクト・リポート 第2話（2010年10月24日）
- ドラマチック・サンデー 僕とスターの99日 第3話（2011年11月6日）
- ストロベリーナイト 第2話、第3話（2012年1月17日、24日） - 片桐組幹部 役
- 春の四夜連続ドラマ O-PARTS〜オーパーツ〜 STAGE.1（2012年2月27日）
- 息もできない夏（2012年7月10日〜2012年9月18日） - 刑事 役
- 金田一耕助VS明智小五郎ふたたび（2014年9月28日）[2]
- カインとアベル（2016年） - 道端 役[2]
- 絶対零度 (テレビドラマ)（2020年） - 近藤隆司
- Re:リベンジ-欲望の果てに-（2024年4月11日 - ） - 内川博 役[3]

テレビ朝日
- はぐれ刑事純情派
  - 第9シリーズ（1996年4月10日〜9月25日） - 警官 役
  - 第12シリーズ
    - 第18話（1999年7月28日） - 勝俣 役
    - 第25話（1999年9月15日） - 警官 役

  - 第16シリーズ 第17話（2003年7月30日） - 館 佳祐 役
- はみだし刑事情熱系 PART4 第9話（1999年12月1日） - 羽田正明 役
- 土曜ワイド劇場
  - 恐怖の目撃者（1997年2月15日） - 靴屋の店員 役
  - 西村京太郎トラベルミステリー
    - 第36作「能登半島殺人事件」（2001年9月29日） - 井上徹 役
    - 第42作「北帰行殺人事件」（2004年11月6日） - 市川三郎 役

  - 弁天祐美子法律事務所 第1作（2007年4月28日）
  - ヤメ検の女 第2作（2011年2月19日）
- 月曜時代劇 名奉行 大岡越前 第2話（2005年に4月25日） - 山崎伝八郎 役
- 相棒
  - season 4 第9話「冤罪」（2005年12月7日） - 篠宮彬 役
  - season 8 第3話「ミス・グリーンの秘密」（2009年10月28日） - 池上正宣 役
  - season 12 第11話「デイドリーム」（2014年1月8日） - 柳省吾 役
  - season18（2019年） - 鯉川繁喜
- PS -羅生門-警視庁東都署 第3話（2006年7月19日）
- 金曜ナイトドラマ
  - サラリーマン金太郎 第1シリーズ 第3話 - 第5話（2008年10月24日〜11月7日）※テレビ朝日ドラマ・永井大 版
  - ジウ 警視庁特殊犯捜査係 第8話（2011年9月16日）
- 警視庁捜査一課9係 season7 第1話（2012年7月4日）
- 木曜ミステリー 京都地検の女 第6シリーズ 第7話（2010年11月25日） - 黒田春樹 役[2]
- 日曜ナイトドラマ Dr.伊良部一郎 第1話（2011年1月30日）
- 木曜ドラマ ダブルス〜二人の刑事 File:004（2013年5月9日）[2]
- TEAM -警視庁特別犯罪捜査本部- 第1話（2014年4月16日） - 黒田政志 役[2]
- 特捜9（2018年） - 小田晃一

日本テレビ
- 火曜サスペンス劇場
  - 運命の女（1997年6月17日） - 宮崎 役
  - 刑事・鬼貫八郎
    - 第8作「青の殺意」（1998年9月22日） - 仕出し屋 役
    - 第15作「愛の軌跡」（2003年6月17日）

  - 監察医・室生亜季子
    - 第30作「震える顔」（2001年10月2日） - 安田刑事 役
    - 第31作「母の波濤」（2002年3月19日） - 和泉二郎 役　※火曜サスペンス劇場20周年記念作品
    - 第33作「笑った似顔絵」（2003年7月8日） - 東野正男 役
- 水曜ドラマ ラストプレゼント 娘と生きる最後の夏 第3話（2004年7月21日）
- 銭ゲバ 第8話（2009年3月7日） - 取立屋 役
- 左目探偵EYE 第3話（2010年2月6日） - 牧大介 役[2]
- 土曜ドラマ ドン★キホーテ 第3話（2011年7月23日） - ブローカーの山岡 役[2]
- 木曜ミステリーシアター 秘密諜報員 エリカ MISSION 3（2011年10月20日） - 藤本丈一朗 役[2]
- 家売るオンナ（2016年） - 土方亨[2]
- ネメシス-西澤　役(レギュラー)

TBS
- 月曜ミステリー劇場 見当たり捜査25時（2004年6月28日）
- 月曜ゴールデン 捜し屋★諸星光介が走る! 第4作（2008年6月2日） - 志村鉄也 役[2]
- パナソニック ドラマシアター 水戸黄門 第39部 第14話（2009年1月26日） - 三野辺又七 役
- ドラマ特別企画 時計屋の娘（2013年11月18日）
- マイファミリー（2022年4月10日 - ）

テレビ東京
- 刑事追う! 第5話（1996年5月6日）

ABC放送
- 女帝 第7話（2007年8月24日、ABC放送・テレビ朝日共同製作）
- 4姉妹探偵団 第3話（2008年2月01日、ABC放送・テレビ朝日共同製作）

よみうりテレビ
- 木曜ミステリーシアター 四つ葉神社ウラ稼業 失恋保険〜告らせ屋〜 case:10（2011年6月9日） - 闇金の取り立て屋 役

NHK総合テレビ
- 金曜時代劇 慶次郎縁側日記 第2シリーズ 第6話（2005年11月11日）
- 大河ドラマ
  - 風林火山 第17回（2007年4月22日） - 浪人 役
  - 天地人 第十一回（2009年3月15日） - 本庄秀綱 役[2]
  - 平清盛 第二回（2012年1月15日） - ごろつき 役
    - 平清盛 総集編 第1回（2013年1月2日）
- 木曜時代劇 陽炎の辻〜居眠り磐音 江戸双紙〜 第1シリーズ 第2話（2007年7月26日） - 種市 役
- 梅ちゃん先生 第22回、第23回、第26回（2012年4月26日、27日、5月1日） - 警官 役

WOWOW
- WOWOW開局5周年特別企画 リョーコ!!（1996年） - 警官 役

### 特撮
- 超光戦士シャンゼリオン 第16話 - ヤンキー 役
- ビーファイターカブト 第13話（1996年3月3日〜1997年2月16日、テレビ朝日）
- 仮面ライダー電王 第3話、第4話（2007年2月11日、18日、テレビ朝日） - 借金取りのヒゲ男：小川 役

### テレビ番組
- 南海キャンディーズ 愛の劇場デラックス　究極の昼メロ発見!?　愛と復讐の女（2006年5月13日、フジテレビ）

　『母娘の愛「戦火の輪舞曲」』※【原作】連隊の娘【ビデオ出演】高橋かおり、外川貴博、横田拓伸、池永宗士郎、朝加真由美【告知】6月3・6・9日Bunkamuraオーチャードホール「連隊の娘」
- 松本人志のコントMHK（NHK総合テレビ）

### CM
テレビ
- 三菱自動車工業
  - 「いまコレ!キャンペーン ボード」篇（2009年5月〜）
  - 「99.8」篇（2009年8月〜）

### 映画
- 今日から俺は!!（1994年2月19日、監督：鹿島勤、伊藤裕彰） - 桐村五郎 役
- 新・極道渡世の素敵な面々 女になった覚えはねぇ（1998年11月7日、監督：和泉聖治、ムービーブラザース） - 暴走族の男 役
- 鉄道員（1999年6月5日、監督・脚本：降旗康男、東映） - 炭鉱夫 役
- ROUND1（2003年3月1日、監督：山田大樹、アスミック・エース） - 柳 役 ※日韓合作映画
- ゴジラ FINAL WARS（2004年12月4日、監督：北村龍平、東宝）
- 東京ゾンビ（2005年12月10日、監督・脚本：佐藤佐吉、東芝エンタテインメント）
- スキヤキ・ウエスタン ジャンゴ（2007年9月15日、監督：三池崇史、ソニー・ピクチャーズ）
- ねこのひげ（2008年4月19日、監督：矢城潤一、太秦） - 岩城益男 役
- ごくせん THE MOVIE（2009年7月11日、監督：佐藤東弥、東宝）
- アウトレイジ（2010年6月12日、監督・脚本：北野武、ワーナー・ブラザース映画） - 池元組若頭 小沢の手下 役[2]
- 踊る大捜査線 THE MOVIE3 ヤツらを解放せよ!（2010年7月3日、監督：本広克行、東宝） - 湾岸署刑事課暴力犯係：黄川田 役
- スマグラー おまえの未来を運べ（2011年10月22日、監督・脚本：石井克人、ワーナー・ブラザース映画）
- カイジ2 人生奪回ゲーム（第2作）（2011年11月5日、監督：佐藤東弥、東宝）
- 劇場版 SPEC〜天〜（2012年4月7日、監督：堤幸彦、東宝）

### Vシネマ
- 今日から俺は!! 電撃の十七才（1995年1月13日、監督：鹿島勤、伊藤裕彰） - 桐村五郎 役 ※第3巻
- ビー・バップ・ハイスクール
  - BE-BOP-HIGHSCHOOL 3 不良少年人生問答（1996年6月14日、監督：一倉治雄） - 鹿戸 役 ※第1期
  - BE-BOP-HIGHSCHOOL 頂上戦争・不良狩り篇（1998年11月13日、監督：伊藤裕彰） - 佐野 役 ※第2期
- LAST BRONX 東京番外地（1996年10月18日、監督・脚本：鹿島勤） - ダークサイダー 役
- 湘南爆走族 シリーズ一期（監督：小松隆史） - 原沢良美 役
  - 湘南爆走族 帰ってきた伝説の5人（1997年）
  - 湘南爆走族2 熱闘!アルバイト大作戦（1998年）
- 疵 血の黙示録2（1998年、監督：梶間俊一） - 保 役
- 疵 血の黙示録3（1998年、監督：梶間俊一） - 保 役
- 新・湘南爆走族 荒くれKNIGHT 2（1998年、監督：成田裕介） - 関根 役
- 実録・竹中正久の生涯 荒らぶる獅子 前篇（2003年2月25日、監督・脚本：辻裕之） - 姫路署検事 役

### DVD
- 千里眼 キネシクス・アイ（監督・脚本・編集：松岡圭祐） - 斉藤面接官 役

　※シリーズ10周年記念として同名タイトルの小説単行本にDVDを封入し期間限定発売されたもの

### 舞台
1998年
- 「山田クラブ たまのこしホスピス」（シアターモリエール） - 安藤英二 役 ※主演

1999年
- 「山田クラブ ある極端な家系」（東京芸術劇場） - 津村順天 役
- 「前菜の野望 デジャブレストラン」（東京芸術劇場） - 織田信長 役 ※主演

2000年
- 「前菜の野望 デジャブレストラン」再演（シアタートラム） - 織田信長 役 ※主演
- 「きこり小屋のランチ」（東京芸術劇場） - 山中次朗 役

### テレビアニメ
1999年
- HUNTER×HUNTER（第1作）（賞金稼ぎA）

### その他
- ラ ベル ジャヴォット 第三回プロデュース公演 「ESTRELLITA」〜星空の下で〜 東京オペラシティ近江楽堂 ※ナビゲーター”キャプテン外川”
- 竹間沢マンスリースクゥエアーvol92『三日月の夜に〜三つの「アイ」の物語』（2007年5月18日） - 歌い語り ※「出会い」「愛情」「哀しみ」3部構成のコンサート